# بيت مايو
بيت المايو (The Mayo House) هو منزل تاريخي يقع في شارع 302 ELM في مارفيل ، أركنساس ، الولايات المتحدة . وهو عبارة عن هيكل بإطار خشبي ، تم بناؤه في عام 1917 من قبل اتشبي مايو ، المطور لهذا القسم الفرعي السكني ، وقد سكنته عائلته عام 1917-1920.
المنزل عبارة عن عرض مميز للتصميم الاستعماري ، مع بعض الميزات الحرفية. الواجهة الأمامية الشرقية لها رواق من طابق واحد كامل العرض يلتف حول الجانب الشمالي ، ويدعمه سبعة أعمدة معدنية مخددة.
يتكون البيت من طابقين , السفلي عريض والعلوي صغير وهو بمثابة مخزن صغير في الاعلى على الطراز الاوروبي.